# Звивистість

Звивистість.

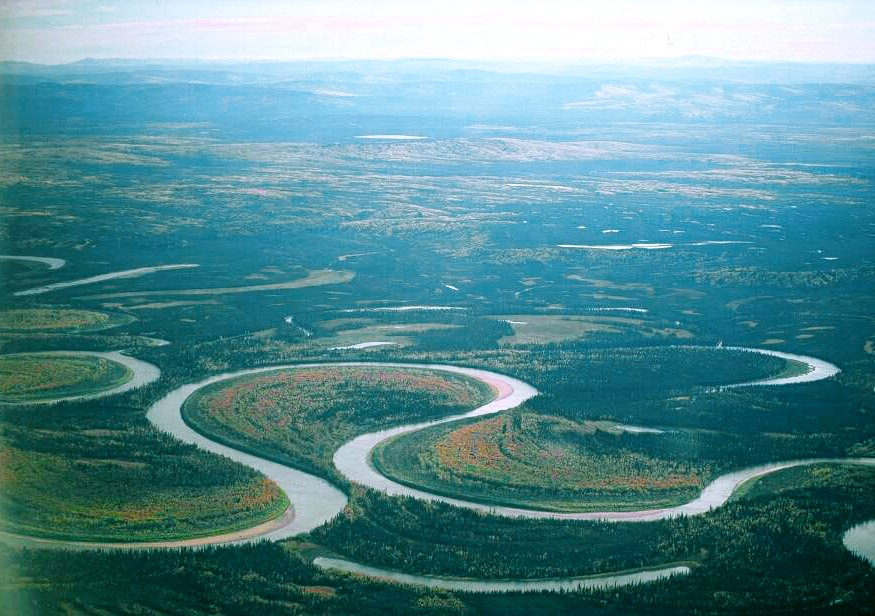
Меандри (звивини) річища річки

Звивистість — властивість об'єктів або математичних кривих бути звивистими (мати кілька плавних або ламаних вигинів, поворотів, звивин, хвилястих викривлень). Звивистий — спіралеподібний.

## Загальні відомості
Розрізняють звивистість у плані (двовимірна) та у просторі (тривимірна). Звивистість разом із зрушенням чи іншим додатковим переміщенням (у плані чи просторі) може призводити до спіральності чи іншим складним властивостям об'єктів.
Найбільш простим способом оцінки ступеня звивистості є коефіцієнт звивистості — відношення довжини об'єкта до довжини лінії, що з'єднує початок і кінець цієї лінії. (Коефіцієнт звивистості водотоку — відношення довжини водотоку від витоку до гирла до довжини долини (за тальвегом).
Стосовно автомобільної дороги під «звивиною» розуміється будь-яке закруглення на автомобільній дорозі, а «звивистість» означає кількість закруглень, що припадають на одиницю довжини дороги.
Для визначення довжини звивистих ліній на картах чи схемах використовують курвіметр чи циркуль-вимірювач.